# Friedrich Creuzer
Georg Friedrich Creuzer, född 10 mars 1771 i Marburg, död 16 februari 1858 i Heidelberg, var en tysk klassisk filolog och fornforskare.
Creuzer var från 1802 professor i sin födelsestad och 1804–1848 i Heidelberg. I sistnämnda stad grundade han 1807 ett filologiskt seminarium och 1808 tidskriften "Heidelberger Jahrbücher". Creuzer blev ledamot av Videnskabernes Selskab 184. Hans viktigaste arbete är Symbolik und Mythologie der alten Völker, besonders der Griechen (1810–1812; tredje upplagan 1836–1843), vilket på grund av de däri framträdande synkretistiska åsikterna framkallade en livlig polemik mellan Creuzer å ena sidan och Hermann, Voss, Lobeck, Pott med flera å den andra. Bland Creuzers upplagor av klassiska författare intar Plotinos Opera omnia (1835) ett framstående rum. Av hans övriga skrifter är de viktigare sammanförda i hans Deutsche Schriften (1837-54) och i Opuscula selecta (1854). År 1896 utgavs Friedrich Creuzer und Karoline von Günderrode. Briefe und Dichtungen av Erwin Rohde.